# 1968年メキシコシティーオリンピックのエチオピア選手団
1968年メキシコシティーオリンピックのエチオピア選手団（1968ねんメキシコシティーオリンピックのエチオピアせんしゅだん）は、1968年10月12日から10月27日にかけてメキシコの首都メキシコシティーで開催された1968年メキシコシティーオリンピックのエチオピア選手団、およびその競技結果。

## 概要
今大会は金メダル1個、銀メダル1個の合計2個のメダルを獲得した。

## メダル
| メダル | 選手名         | 競技 | 種目         |
| ------ | -------------- | ---- | ------------ |
| 金     | マモ・ウォルデ | 陸上 | 男子マラソン |
| 銀     | マモ・ウォルデ | 陸上 | 男子10000m   |